# ینی‌قشلاق
ینی‌قشلاق (به ترکی آذربایجانی: Yeniqışlaq) یک منطقهٔ مسکونی در جمهوری آذربایجان است که در شهرستان نفت‌چاله واقع شده‌است. ینی‌قشلاق ۶۵۲ نفر جمعیت دارد.